# Cadou

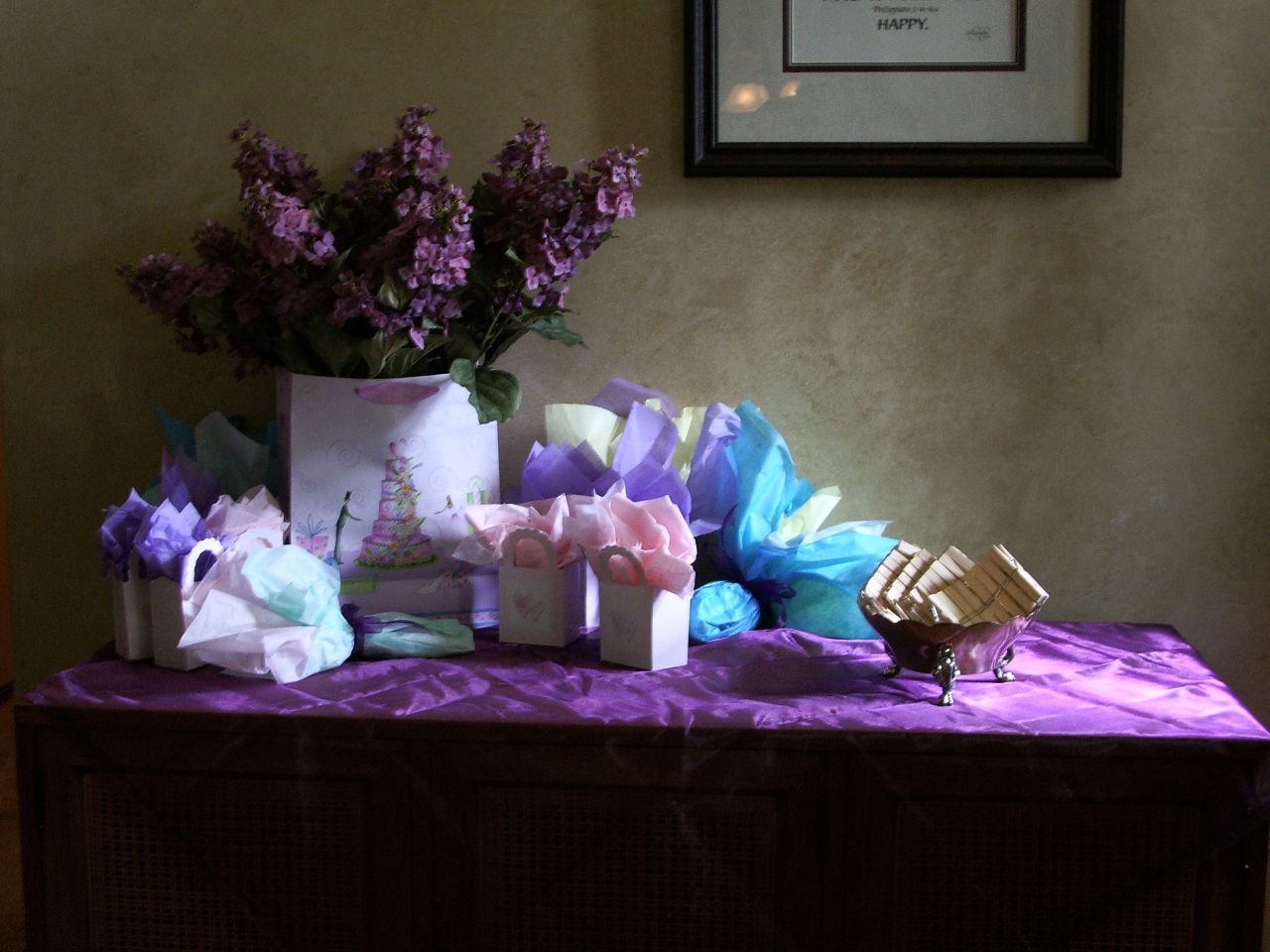
Cadou

Cadou sau dar este un obiect primit de la cineva sau oferit cuiva în semn de prietenie, atenție. O acțiune benevolă de a transmite gratuit altuia dreptul de proprietate asupra unui obiect.